# Ḥāʾ
Ḥāʾ (in arabo حاء‎? /ħæːʔ/) è la sesta lettera dell'alfabeto arabo. Secondo la numerazione abjad questa lettera corrisponde al numero 8.

## Origine
Questa lettera deriva secondo alcuni da  dell'alfabeto nabateo, secondo altri da ܚ dell'alfabeto siriaco. In ogni caso deriva da heht dell'alfabeto aramaico (), che nacque dalla heth dell'alfabeto fenicio (), generata dalla het dell'alfabeto proto-cananeo ().

## Fonetica
Foneticamente corrisponde alla fricativa faringale sorda ([ħ]). Per la sua particolarità e relativa difficoltà di pronuncia è uno shibboleth.

## Scrittura e traslitterazione
Graficamente è molto simile alla lettera ǧīm, da cui differisce esclusivamente per la mancanza del punto al di sotto del grafema.
Ḥāʾ viene scritta in varie forme in funzione della sua posizione all'interno di una parola:
| Forma isolata | Forma finale | Forma intermedia | Forma iniziale |
| ح             | ـح…          | …ـحـ…            | …حـ            |

Nella traslitterazione dall'arabo è comunemente associata a ḥ. Più raramente a ħ.

## Sintassi
Ḥāʾ è una lettera lunare. Ciò significa che quando le si antepone l'articolo determinativo esso non subirà alcuna modifica.
Ad esempio حذاء (ḥiḏā’, scarpa) diventa الحذاء (al-ḥiḏā’, la scarpa), che si pronuncia [alħiˈðaːʔ].